# Груйо Акелов
Груйо Акелов — македонський революціонер, лідер і діяч Македонської революційної організації.

## Життєпис
Акелов народився в 1883 році в бітольському селі Дедебальці. Організацією він був призначений польськийм воєводою. Спочатку був терористом і четником з воєводами Дімче Сарвановим і Йоном Пашатою. Він стає незалежним воєводою. У квітні 1905 р. разом із чотирма своїми четниками був оточений у селі Біляник Бітольської області і всі загинули 23 квітня 1905 р. у палаючому будинку.